# Ferdinand VII
Ferdinand VII (en espagnol : Fernando VII), né le 14 octobre 1784 à Madrid et mort le 29 septembre 1833 dans la même ville, est roi d'Espagne entre mars et mai 1808, puis à nouveau de 1814 à sa mort en 1833.
Fils aîné du roi Charles IV et de Marie-Louise de Bourbon-Parme, il détrôna son père lors du soulèvement d'Aranjuez en mars 1808, puis régna pendant deux mois avant d'être à son tour contraint à l'abdication en mai 1808 lors de l'entrevue de Bayonne. Il passa toute la guerre d'indépendance prisonnier au château de Valençay, tout en restant reconnu par diverses juntes, le conseil de régence et les Cortes de Cadix, comme roi légitime de l'Espagne. Napoléon Ier lui rendit le trône d'Espagne en décembre 1813 par le traité de Valençay après la déroute des armées napoléoniennes et l'expulsion de Joseph Bonaparte en juin 1813 (bataille de Vitoria).
À son retour sur le trône en 1814, il jouit d'une confiance et d'une popularité inégalée auprès des Espagnols. Cependant, le Désiré se révèle très vite être un souverain absolutiste et est considéré par ses sujets comme peu scrupuleux, revanchard et traître à la Constitution. Entre 1814 et 1820, il rétablit l'absolutisme, déclare illégale la Constitution de Cadix, et poursuit les libéraux. Après six années de guerre, le pays et son économie sont dévastés, et les différents gouvernements de Ferdinand ne parviennent pas à redresser la situation.
En 1820, un coup d'État militaire déboucha sur le Triennat libéral. Pendant cette période de trois ans, on rétablit la constitution et les décrets de Cadix et on mena le troisième désamortissement. Tandis que les libéraux modérés étaient peu à peu débordés par de plus extrémistes, le roi, qui feignait de respecter le régime constitutionnel, conspirait pour rétablir l'absolutisme, ce à quoi il parvint après l'expédition d'Espagne de 1823 menée par la France de Louis XVIII. C’est également durant cette période qu’en 1822, après le refus de Ferdinand d'occuper le trône mexicain nouvellement établi, l'Empire mexicain est proclamé, avec le général Iturbide comme empereur constitutionnel sous le nom d’Augustin Ier.
La dernière période de son règne se caractérisa par une répression féroce, accompagnée d'une politique absolutiste modérée (la reine Marie-Christine, épousée en quatrièmes noces en 1829 et mère de ses deux filles Isabelle et Louise-Fernande, étant quelque peu libérale), qui provoqua un profond mécontentement dans les cercles absolutistes regroupés autour de l'infant Charles de Bourbon, frère de Ferdinand. À la mort de Ferdinand en 1833, sa fille aînée âgée de deux ans, Isabelle II, monta sur le trône sans être reconnue par son oncle l'infant Charles, ce qui déclencha la crise de succession d'Espagne.

## Premières années (1784-1808)

### Famille

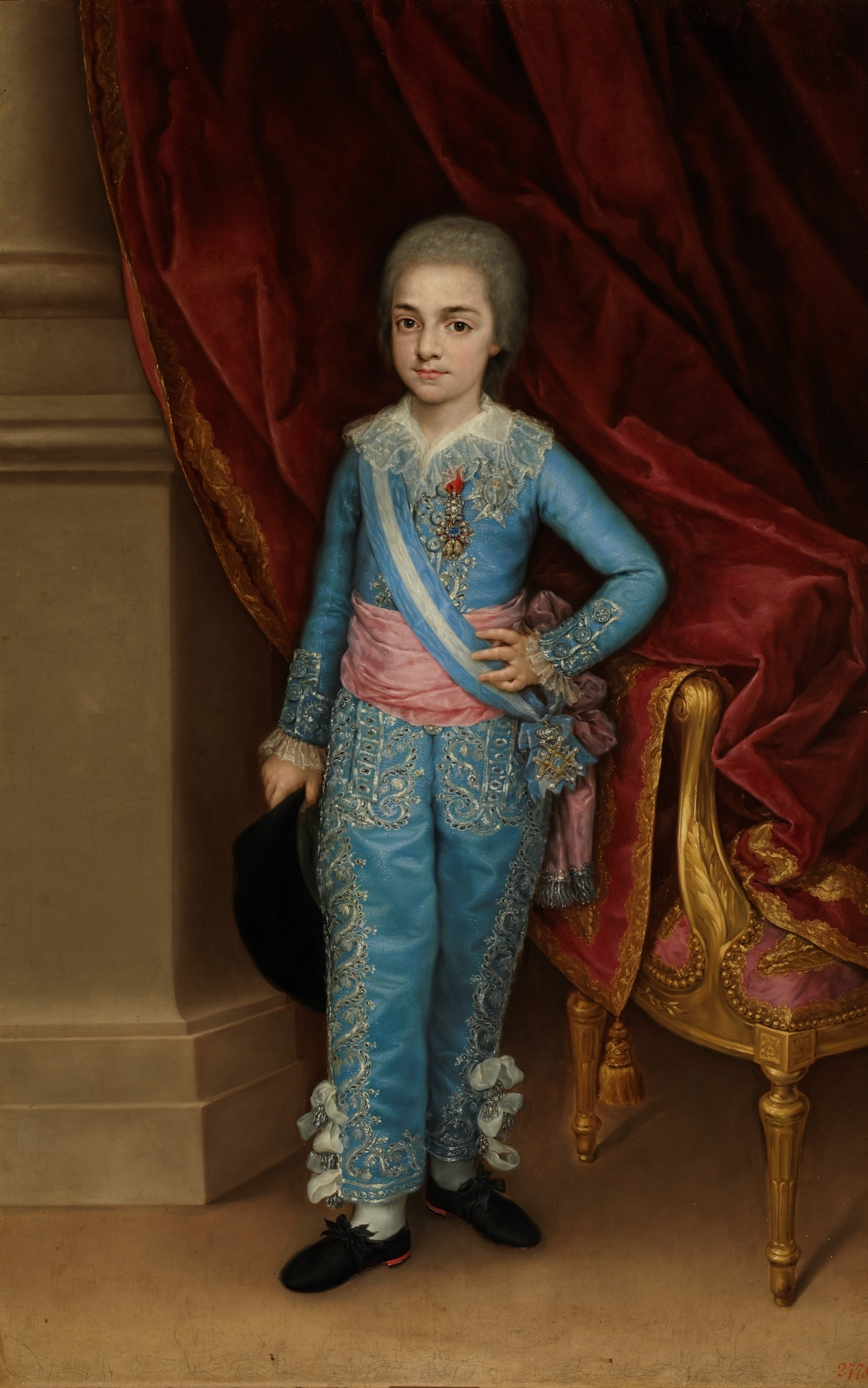
Portrait de Ferdinand, alors prince des Asturies, vers 1792.

Ferdinand de Bourbon vient au monde sous le règne de son grand-père, le roi Charles III d'Espagne. À sa naissance, il est le neuvième des quatorze enfants du prince Charles, futur Charles IV, et de Marie-Louise de Bourbon-Parme, petite-fille du roi Louis XV de France et cousine de Louis XVI. De ses treize frères et sœurs, huit meurent avant 1800. Après l'avénement sur le trône de son père en 1788, Ferdinand est reconnu comme prince des Asturies par les Cortes lors d'une cérémonie célébrée au monastère San Jeronimo el Real de Madrid le 13 septembre 1789.

### Éducation
Son éducation est d'abord confiée au père Felipe Scio de San Miguel, religieux de l'ordre des Escolapios, homme modeste, cultivé et intelligent. En 1795, ce dernier est nommé évêque de Sigüenza. Il est remplacé par l'évêque d'Orihuela, Francisco Javier Cabrera, puis par le chanoine Juan Escóiquiz. Sous l'influence de ce dernier, s'accroît la haine de Ferdinand envers sa mère et le favori de cette dernière, Manuel Godoy.
Très jeune, Ferdinand commence à conspirer contre ses parents et contre Godoy. Autour du jeune prince des Asturies se rassemble un petit noyau d'opposants, membres de la haute noblesse, appelés par la suite la camarilla, et qui ont pour objectif la chute de Godoy. En 1807, une première conspiration est découverte à cause d'une dénonciation. Ferdinand est jugé ; il dénonce tous ses partisans et implore le pardon de ses parents. Le tribunal, aux mains de partisans de la conspiration, absout toutes les personnes impliquées.

## L'invasion française (1808-1813)

### Abdication de Charles IV et avènement de Ferdinand VII

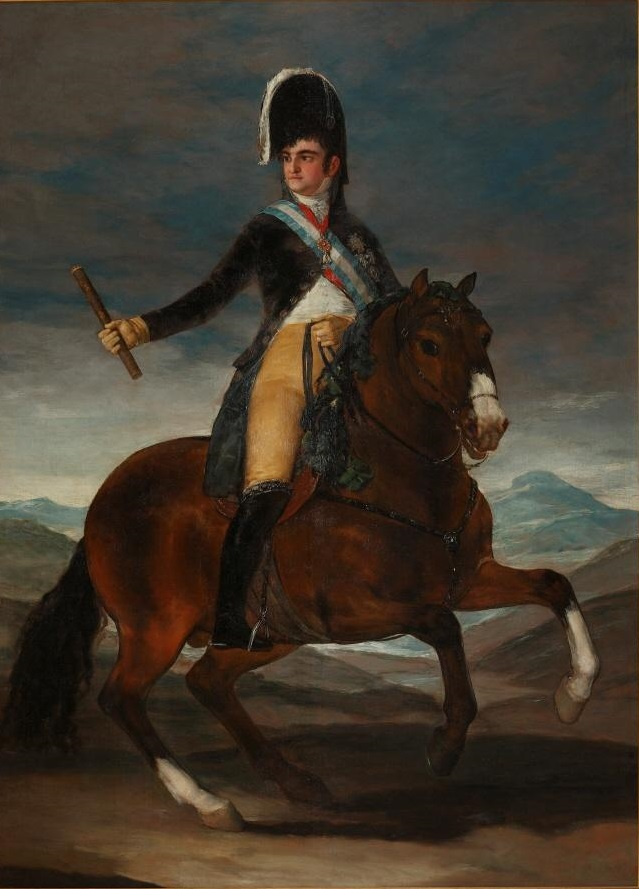
Portrait équestre du futur roi Ferdinand VII, peint par Francisco de Goya.

Peu après, en mars 1808, face à l'arrivée de troupes françaises en Espagne (intervention qui s'appuyait sur le traité de Fontainebleau), la famille royale part pour Aranjuez. Godoy avait le projet de transférer la famille royale en Amérique si la présence française le nécessitait. Le 17 mars, le peuple, poussé par les partisans de Ferdinand, donne l'assaut au palais du prince de la Paix. Charles IV parvient à sauver la vie de Manuel Godoy, mais se retrouve contraint de céder aux demandes de l'empereur français Napoléon Ier.
Le 19 mars 1808, le roi abdique au bénéfice de son fils Ferdinand, comme conséquence de la pression à laquelle il s’est vu soumis au cours du soulèvement d'Aranjuez à l’instigation par le parti aristocratique — ou fernandin — et qui provoqua la chute de Godoy. Ce fut la seconde fois dans l'histoire de l'Espagne qu'un roi fut détrôné par son fils : la première fois Sanche IV détrôna Alphonse X. 
Napoléon, dont les troupes entraient en Espagne pour envahir le Portugal en vertu du traité de Fontainebleau de 1807, mais dont l’intention de soumettre la monarchie était de plus en plus évidente — les troupes du maréchal Joachim Murat étaient entrées à Madrid le 23 mars —, décida d’intervenir dans la crise dynastique espagnole. Il obtint que Charles IV et son fils, proclamé sous le nom de Ferdinand VII, avec les autres membres de la famille royale, se rendent à Bayonne,. Ferdinand arrive le 20 avril et est suivi le 30 du même mois par ses parents. La nouvelle du départ du reste de la famille royale vers Bayonne provoqua un soulèvement antifrançais à Madrid le 2 mai, passé à l’histoire sous le nom de « soulèvement du Dos de Mayo ». Il fut secondé en de nombreux autres lieux, où furent constituées des comités ou juntes — juntas — qui assumèrent le pouvoir, marquant le début du conflit qui serait plus tard désigné comme la guerre d'indépendance espagnole,.

### Déposition des Bourbons et règne de JosephIer
Le roi déchu, Charles IV, et son épouse se mirent sous la protection de Napoléon et furent placés sous la garde des troupes de Murat. Dans le même temps, Napoléon proposa au nouveau roi Ferdinand de le rencontrer. Ce dernier accepta car il espérait ainsi que l'empereur le reconnaisse et l'appuie comme roi d'Espagne. La réunion devait avoir lieu à Madrid mais Napoléon fut retenu par des événements imprévus ; la rencontre fut fixée plus au nord (Burgos, Saint-Sébastien…) pour finalement avoir lieu à Bayonne. Le 20 avril 1808, Ferdinand passa donc la frontière. Bien qu'il ne le sache pas encore, il venait d'être fait prisonnier : ce fut le début d'un exil de six ans. Charles IV avait abdiqué en faveur de Ferdinand VII en échange de la libération du favori Godoy. Napoléon invita également ce dernier à Bayonne dans un premier temps. Godoy avait, lui, l'espoir d'obtenir de Ferdinand l'autorisation de retourner en Espagne et de récupérer sa fortune. Charles et son épouse Marie-Louise demandèrent également de pouvoir assister à la réunion. Sous escorte des troupes françaises, ils arrivèrent à Bayonne le 30 avril. Deux jours plus tard, le peuple de Madrid entre en insurrection contre les Français, par le soulèvement du Dos de Mayo.
Entre-temps, à Bayonne, Napoléon empêcha l'arrivée de Godoy de manière qu'il ne puisse pas conseiller la famille royale qui, abandonnée à elle-même, révéla toute sa maladresse. Napoléon dit à Ferdinand que l'abdication de son père, obtenue sous la contrainte, était nulle et exigea qu'il rende le trône. Sa mère, Marie-Louise, demanda à Napoléon de fusiller Ferdinand pour ce qu'il leur avait fait, à Godoy, son mari et elle-même. Napoléon obligea Charles à lui céder ses droits au trône, en échange d'un asile en France pour le trio et d'une pension annuelle de 3 millions de reales (ou réaux). Comme Charles avait déjà abdiqué en mars, il estima n'avoir rien perdu. Quand les nouvelles du soulèvement et de la répression de Madrid arrivèrent à Bayonne, Napoléon et Charles firent pression sur Ferdinand VII pour qu'il reconnaisse son père comme roi légitime. En échange, il recevrait un château et une pension annuelle de 4 millions de reales. Il accepta le 6 mai 1808, ignorant que son père avait déjà renoncé à ses droits en faveur de Bonaparte. Ce dernier transmit ses droits à son frère Joseph Bonaparte,. Tous ces transferts furent rassemblés sous le nom d'abdication de Bayonne en mai 1808, et Joseph fut roi à son arrivée en Espagne en juin.

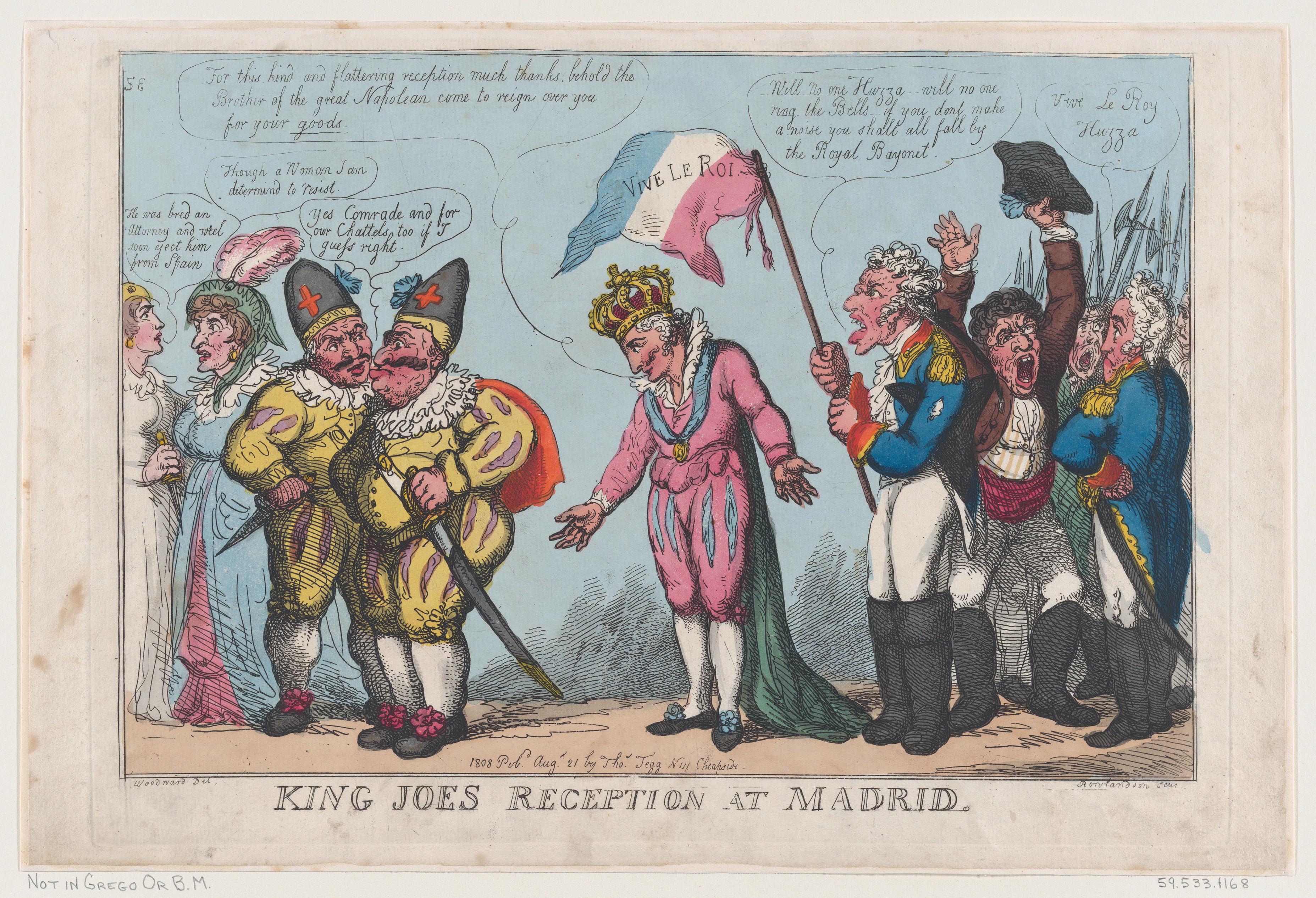
Caricature britannique de l'avènement du nouveau roi Joseph Ier à Madrid.

Ferdinand, son frère Charles et leur oncle Antoine-Pascal d'Espagne restèrent confinés au château de Valençay, propriété de Talleyrand, alors ministre des Affaires étrangères de Napoléon. Valençay était une propriété rustique mais princière, isolée au centre de la France (Indre) à près de 300 km de Paris. Ferdinand y resta jusqu'à la fin de la guerre d'indépendance. Depuis cet endroit, Ferdinand exprima à diverses reprises son soutien à Joseph Bonaparte, l’assura de sa loyauté, félicita Napoléon pour ses victoires dans la guerre d’indépendance et manifesta son désir de devenir « un de ses fils adoptifs ». Selon l’historien britannique Michael Glover (en), « jamais les Bourbon espagnols ne tombèrent plus bas que cela »,.
Pour leur part, Charles IV, son épouse et leur jeune fils François de Paule de Bourbon furent conduits depuis Bayonne jusqu’au palais de Compiègne, d’où ils se rendirent plus tard à Marseille, puis finalement à Rome, où Charles IV mourut en 1819.
Cette abdication n'impliqua pas seulement un changement dynastique. Dans la proclamation aux Espagnols du 25 mai, Napoléon déclara que l'Espagne se trouvait face à un changement de régime et pourrait bénéficier d'une constitution sans avoir besoin d'une révolution pour l'obtenir. Napoléon convoqua à Bayonne une assemblée de notables espagnols. Cette assemblée fut un demi-échec, seuls soixante-quinze des cent cinquante notables prévus y assistant. Néanmoins, elle débattit et amenda un projet de constitution qui fut adopté en juillet 1808 : la Constitution de Bayonne fut la première d'Espagne.

### Ferdinand, otage de la France

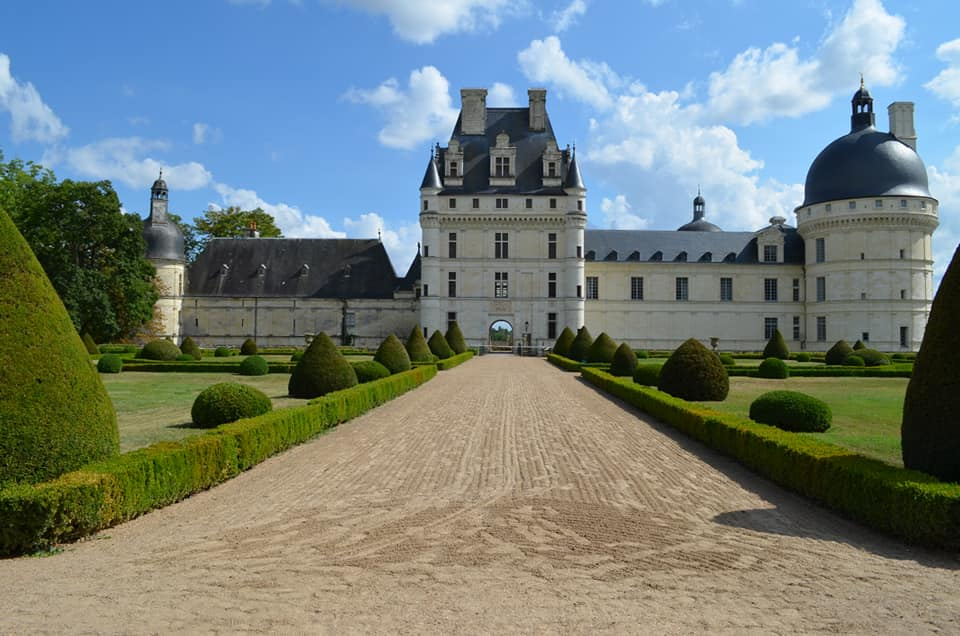
Le château de Valençay, résidence forcée de Ferdinand VII entre 1808 et 1813.

Les conditions d'emprisonnement de Ferdinand ne furent pas sévères : l'ex-roi et son frère purent suivre des cours de danse et de musique, monter à cheval, pêcher, organiser des bals et des soupers. Ils avaient à leur disposition une bonne bibliothèque même si Antoine-Pascal prit garde de ne pas leur fournir des livres français qui pourraient avoir une mauvaise influence sur eux. À partir du 1er septembre, le départ de Talleyrand et la mauvaise volonté de Bonaparte à remplir ses obligations pécuniaires rendirent leur train de vie plus austère.
Persuadé que rien ne pouvait arrêter la puissance de la France, Ferdinand essaya d'unir ses intérêts à ceux de Napoléon et entretint une correspondance servile envers lui. Sa bassesse le poussa à organiser une fête fastueuse avec banquet, concert, illuminations et Te Deum à l'occasion du mariage de l'Empereur avec Marie-Louise d'Autriche. Quand Napoléon reproduisit cette correspondance dans le Moniteur afin que tout le monde connût l'état d'esprit de Ferdinand, ce dernier s'empressa de remercier l'empereur d'avoir rendu public l'amour qu'il lui portait.
Cependant, sa condition de prisonnier transforma Ferdinand en « désiré », victime innocente de la tyrannie napoléonienne. Le 11 août 1808, le Conseil de Castille invalida l'abdication de Bayonne et le 24 août, à Madrid, on proclama Ferdinand roi in absentia, le roi Joseph n'étant pas reconnu dans les territoires non soumis à Napoléon. Les territoires ibériques libres furent réduits en peau de chagrin (Cadix se maintenant jusqu'au bout) ; mais un Conseil de Régence, à partir de septembre 1808, ainsi que des Cortes, s'y constituèrent, perpétuant la souveraineté de Ferdinand VII. Loyalistes, les Cortes de Cadix élaborèrent et approuvèrent une Constitution — avec l’opposition des députés dits « serviles », c’est-à-dire partisans de l'absolutisme — qui fut promulguée le 19 mars 1812 et réaffirmait dans son article 179 que le « roi des Espagnes » était Ferdinand de Bourbon. Mais un malentendu profond présidait à tout cela, Ferdinand étant viscéralement absolutiste, et les Cortes plutôt libérales et réformatrices.
Les Cortès instauraient ainsi une monarchie constitutionnelle, avec les autres décrets approuvés, elles mettaient fin à l’Ancien Régime en Espagne (es) et entamaient « le long cycle de la révolution libérale espagnole (es) »,,. Les juntes de gouvernement exercèrent leur propre souveraineté au nom de Ferdinand VII absent, tant dans la péninsule Ibérique que dans les territoires américains. En Espagne, après l’expérience de désordre des Juntes de 1808, on imposa le modèle majoritaire auprès des députés péninsulaires, la monarchie unitaire, face au modèle fédéraliste défendu par les députés américains. Suivant l'exemple des Cortes de Cadix, des juntes provisoires s'organisèrent dans la plupart des villes des territoires américains. Elles commencèrent par désavouer l'autorité de Joseph pour finir par déclarer leur indépendance, et entamer leurs guerres d'indépendance contre l'Espagne.

## Le retour de Ferdinand VII sur le trône

### La fuite du roi Joseph et la défaite de la France

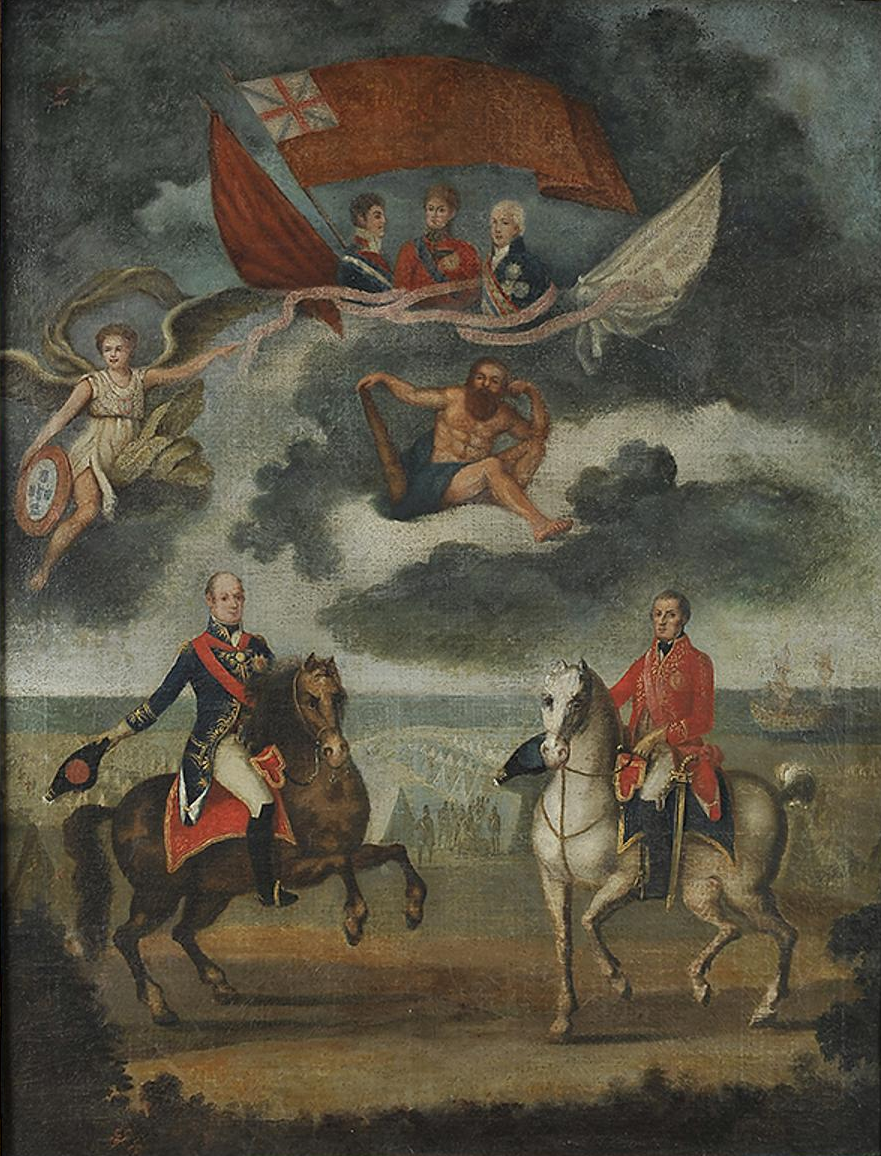
Allégorie de la guerre de la Péninsule, représentant, au premier plan, les commandants britanniques Beresford et Wellington, à cheval, avec un camp militaire et un navire en arrière-plan ; Ferdinand VII, le prince régent et futur roi George IV du Royaume-Uni et le prince régent et futur roi Jean VI de Portugal, sont représentés dans le ciel, sous la bannière des coalisés.

En juillet 1812, le duc de Wellington, à la tête d'une armée anglo-hispanique et opérant depuis le Portugal, vainquit les Français à la bataille des Arapiles, les expulsa d'Andalousie et menaça Madrid. Les Français contre-attaquèrent mais leurs effectifs furent réduits début 1813, après la désastreuse campagne de Russie de 1812. Les troupes alliées purent définitivement expulser Joseph Bonaparte de Madrid et battre les Français lors des batailles de Vitoria et de San Marcial (juin et août 1813). Joseph Bonaparte quitta le pays et Napoléon s'apprêta à défendre sa frontière sud au nord des Pyrénées.
Ferdinand, voyant que l'étoile de Napoléon faiblissait enfin, refusa avec arrogance de traiter avec le gouvernement français sans l'accord de la nation espagnole et de la régence. Toutefois, craignant un réveil révolutionnaire en Espagne, il accepta finalement de négocier. Par le traité de Valençay du 11 décembre 1813, Napoléon reconnut Ferdinand VII comme roi. Ferdinand récupéra ainsi son trône et tous les territoires, propriétés et sujets de la Couronne d'avant 1808, tant sur le sol national qu'à l'étranger. En échange, il conclut la paix avec la France, promit l'expulsion des Britanniques et sa neutralité pour le reste de la guerre. Il accorda son pardon aux partisans de Joseph Ier, les afrancesados.
Bien que le traité de Valençay ne soit pas ratifié par la Régence, Ferdinand VII fut libéré et rentra en Espagne le 14 mars 1814. Selon les décrets des Cortes, on ne reconnaîtrait le roi que s'il prêtait le serment prévu par l'article 173 de la Constitution. Ferdinand refusa de suivre l'itinéraire proposé par la Régence et entra à Valence le 16 avril. Là, l'attendaient un représentant de la Régence avec le texte de la Constitution de 1812, et un député absolutiste avec un manifeste signé par 69 députés : le manifeste des Perses. Le 17 avril, le général Francisco Javier de Elío le proclama de nouveau roi, lors du premier pronunciamiento de l’histoire de l’Espagne.

### Ferdinand VII et le retour à l'absolutisme

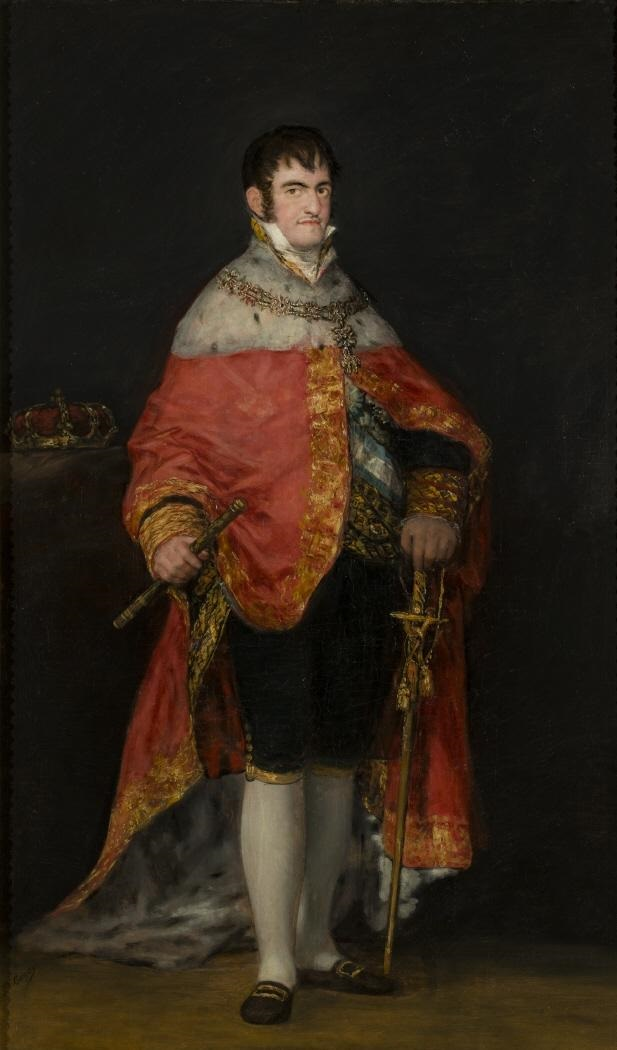
Portrait du roi Ferdinand VII, portant le manteau du couronnement (1815).

Le 4 mai 1814, Ferdinand VII promulgua un décret rétablissant la monarchie absolue et déclara nul et sans effet tout le travail des Cortes de Cadix. Le 5 mai, il quitta Valence pour entamer une marche triomphale vers Madrid. L'enthousiasme populaire fut immense. Sur le passage du cortège royal, les populations criaient « vive le roi absolument absolu ! vive les chaînes »… Ce qui conforta « le Désiré » dans le rétablissement d'une monarchie absolue, selon lui seul régime digne de la grandeur du pays. Le régime constitutionnel ne put opposer la moindre résistance, la Constitution est déclarée illégale et les Cortes furent dissoutes le 10 mai. Durant la première partie de son second règne, entre 1814 et 1820, le roi rétablit donc l'absolutisme, suivant en cela l'exemple de la Première Restauration de 1814 en France. La tâche qui attendait Ferdinand était extrêmement complexe. Il aurait dû pouvoir s'appuyer sur des ministres très capables pour remettre en ordre le pays mais ne put compter que sur quelques hommes d'État. L'instabilité du gouvernement fut dès lors constante et les échecs poussèrent à de nombreux remaniements ministériels.
Ce fut une période de persécution des libéraux qui, soutenus par l'armée, la bourgeoisie et les organisations secrètes comme la franc-maçonnerie, tentèrent plusieurs fois de se soulever pour rétablir la Constitution de 1812 (pronunciamientos de Porlier, de Lacy et Milans del Bosch et conspiration du Triangle). D'autre part, malgré sa promesse de respecter les afrancesados, Ferdinand, dès son arrivée, exila tous ceux qui avaient occupé une quelconque charge sous le roi Joseph.
Entre 1814 et 1820 eurent lieu six tentatives de renversement du gouvernement, la plupart à travers des pronunciamientos, dont les cinq premiers échouèrent, jusqu’au succès de celui de Riego. Le premier se produisit en Navarre en septembre 1814 et fut mené par le héros de la guérilla Francisco Espoz y Mina, qui après avoir échoué à prendre Pampelune s’exila en France. Le second eut lieu à La Corogne en septembre 1815 et fut mené par un autre héros de la guerre, le général Juan Díaz Porlier, qui fut condamné à mort et pendu. En février 1816 fut découvert un complot dit « conspiration du Triangle », mené par un ancien militaire de la guérilla, Vicente Richart, qui fut condamné à mort et pendu avec un autre conspirateur, Baltasar Gutiérrez. En avril 1817 avait lieu à Barcelone la quatrième tentative, le pronunciamiento de Caldetas, cette fois avec une large participation de la bourgeoisie et des classes populaires, mené par le prestigieux général Luis Lacy, qui fut lui aussi jugé et exécuté. Le 1er janvier 1819 eut lieu la cinquième tentative, cette fois à Valence, menée par le colonel Joaquín Vidal, qui donna lieu à l’exécution de ce dernier par pendaison, ainsi que celle de douze autres participants non militaires, parmi lesquels se trouvaient des célèbres bourgeois de la ville, Félix Bertrán de Lis et Diego María Calatrava,. Si l’objectif de toutes ces tentatives étaient de mettre fin à l’absolutime, elles ne se proposaient pas toutes de rétablir la Constitution de 1812. Par exemple celui de Vidal défendait un régime différent, avec le retour de Charles IV — dont il ignorait la mort récente à Naples — sur le trône.

### Le triomphe de la Révolution libérale
Durant cette période, la presse libre, les députations et les conseils constitutionnels disparurent. Des universités furent fermées. Les propriétés confisquées à l'Église furent rendues. L'Inquisition fut rétablie en juillet 1814 (Napoléon et Joseph l'avaient supprimée en 1808, les Cortes de Cadix en 1813).
Toutefois, en janvier 1820, les forces expéditionnaires en partance pour l'Amérique afin de garantir le maintien des colonies dans les mains de l'Espagne se soulevèrent. Ce soulèvement, dirigé par Rafael del Riego, n'obtint pas le résultat escompté, mais le gouvernement ne réussit pas à l'étouffer et d'autres soulèvements éclatèrent en Galice et dans toute l'Espagne. Ferdinand VII se vit contraint de prêter serment sur la Constitution à Madrid le 10 mars 1820.
Après le triomphe de la révolution de 1820 commencée avec le pronunciamiento de Riego le 1er janvier, Ferdinand VII promulgua le 7 mars un décret royal affirmant : « [ceci] étant la volonté du peuple, je me suis décidé à jurer la Constitution promulguée par les Cortes générales et extraordinaires en l'an 1812 »,. C’est ainsi que commença la deuxième expérience libérale en Espagne,. Deux jours plus tard, le roi prêtait serment pour la première fois sur la Constitution au palais royal (le serment formel eut lieu en juillet devant les Cortès récemment élues, selon la formule établie par celle-ci), abolissait (es) l’Inquisition et nommait une Junte provisoire présidée par le cardinal Bourbon, archevêque de Tolède et cousin du roi, qui avait déjà dirigé la régence constitutionnelle en 1814,.

## Du libéralisme à une nouvelle politique réactionnaire

### Les difficultés du gouvernement libéral
Une nouvelle période s'ouvrit alors, période de trois ans appelée Triennat libéral. Des mesures furent prises contre l'absolutisme, les seigneuries furent abolies, l'Inquisition de nouveau supprimée. Bien que le roi parût épauler le régime constitutionnel, il conspirait en secret pour rétablir l'absolutisme.
Au cours des premiers mois du nouveau régime constitutionnel se produisit une division au sein des libéraux qui le soutenaient : les modérés, représentants de l'aile la plus conservatrice du libéralisme espagnol, et les exaltés, plus progressistes. Les deux groupes partageaient le même projet politique, commencé par les Cortès de Cadix, de mettre fin à la monarchie absolue et à l’Ancien Régime, et de les remplacer par un nouveau régime libéral, tant que le plan politique qu'économique, mais se différenciaient essentiellement par la stratégie à mettre en œuvre pour atteindre cet objectif commun. Les modérés — aussi dits doceañistas car leurs membres les plus distingués avaient déjà été députés au Cortès de Cadix —, considéraient que la « révolution » était déjà terminée et qu’il fallait à présent garantir l’ordre et la stabilité, en tentant d’intégrer au régime les vieilles classes dominantes, comme la noblesse — par le moyen de compromis avec elle — ; les exaltés, au contraire, pensaient qu’il fallait continuer de développer la « révolution » avec des mesures cherchant le soutien des classes populaires,,.

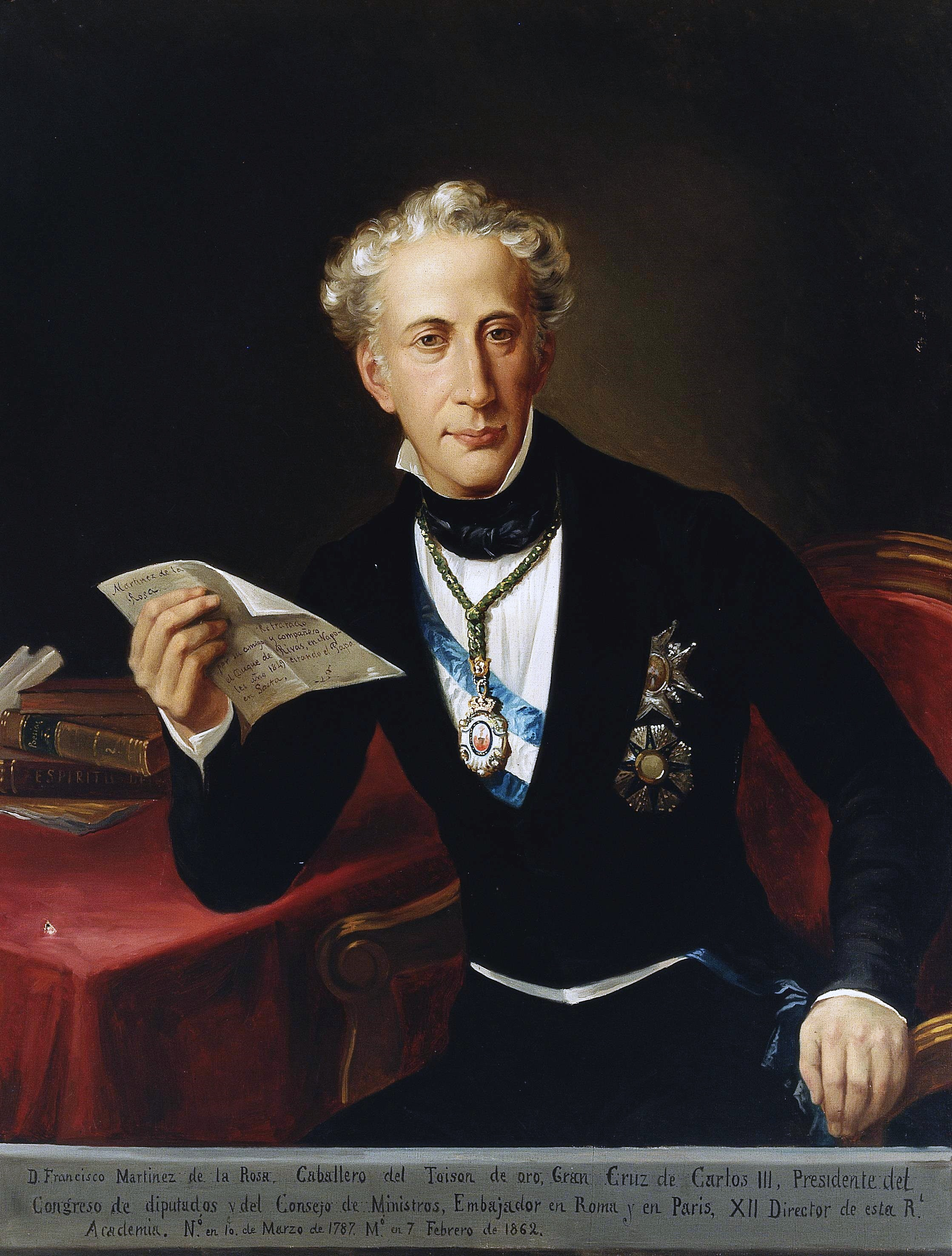
Francisco Martínez de la Rosa, chef du troisième gouvernement de la période libérale.

Il se distinguaient également par leur rapport à la Constitution de 1812 elle-même, que les modérés souhaitaient réformer dans un sens conservateur, les exaltés préférant quant à eux la maintenir telle qu’elle avait été approuvée par les Cortès de Cadix. Les modérés, en particulier leur secteur le plus conservateur constitué par les dénommés « anilleros (es) » menés par Francisco Martínez de la Rosa,, voulaient introduire le suffrage censitaire et une seconde chambre dans laquelle serait représentée l’aristocratie territoriale, comme contrepoids au Congrès des députés. Ils souhaitaient également une moindre limitation du pouvoir royal afin de donner plus de marge de manœuvre à l’exécutif.
L'affrontement des royalistes est l'un des problèmes auquel fait face le gouvernement libéral, mais ce n’est pas le seul. Néanmoins, une partie des objectifs initiaux sont atteints. Dans le domaine juridique, les libéraux imposent trois grandes réformes : le premier code pénal moderne est établi, la première esquisse de division territoriale de l'Espagne est réalisée et un service militaire obligatoire est instauré. Sur le plan économique, les douanes intérieures sont supprimées afin de faciliter le commerce, et les privilèges des nobles abolis. Enfin, dans le domaine social, le gouvernement s'efforce de limiter l'Inquisition relancée par Ferdinand VII et une éducation publique gratuite est mise en place jusqu'à l'université.
Le conflit s’accentua à la fin de l’année 1821, lorsque les mobilisations des exaltés protestant contre la destitution du général Rafael del Riego, héros de la révolution 1820 et icône libérale, du poste de capitaine général de l’Aragon survenue le 4 septembre, se développa en un large mouvement de désobéissance civile qui eut lieu dans plusieurs grandes villes, notamment Cadix et Séville. Dans tous les cas, on rejeta l’obéissance au gouvernement central — le second du Triennat, nommé par le roi en mars 1821 avec Eusebio Bardají à la tête du département d’État — et aux autorités civiles et militaires par lui désignées,,. Le résultat fut, d’une part, la nomination le 28 février 1822 par le roi du troisième gouvernement libéral (es), qui serait connu comme celui des « anilleros », car tous ses membres appartenaient à la « Sociedad del anillo (es) » et dont l’homme fort était Francisco Martínez de la Rosa, qui occupait le département d’État,, et d’autre part une majorité d’exaltés aux Cortès issues des troisièmes élections du Triennat (es). Le discours inaugural du roi reçut en réponse une intervention de Rafael del Riego, qui présidait le parlement après avoir été élu député pour les Asturies, qui fut à l’origine d’une grande tension dans l’hémicycle en dépit de sa brieveté : Riego fit référence aux « difficiles circonstances qui nous entourent », aux « machinations réitérées des ennemis de la liberté » et termina en disant que « le pouvoir et la grandeur d’un monarque consiste uniquement dans l’exacte application des lois »,.

### Le déclin de l'Empire colonial

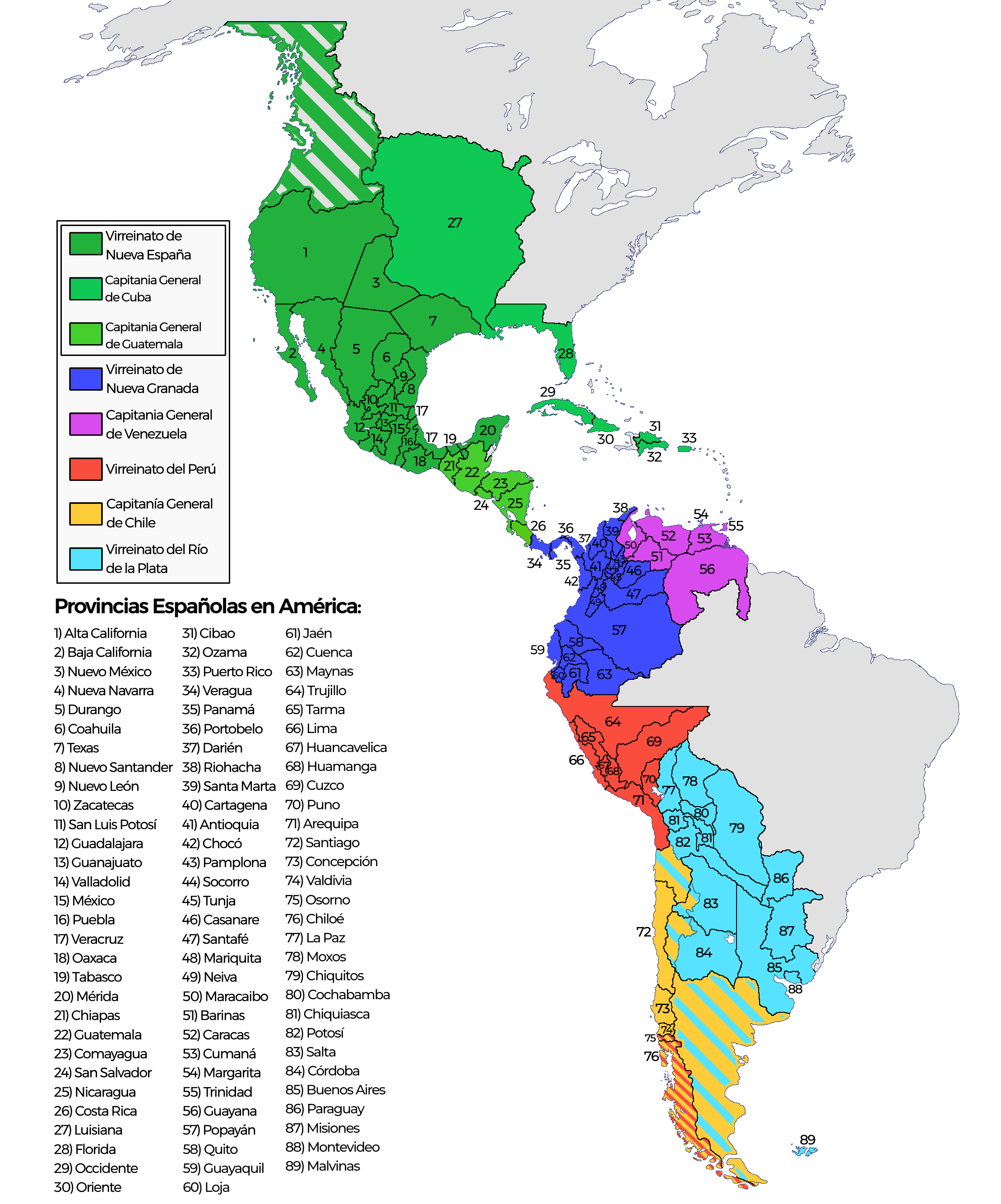
Vice-royautés et provinces espagnoles en Amérique vers 1800 :
Nouvelle-Espagne
Venezuela
Nouvelle-Grenade
Pérou
Río de la Plata
Chili

Les processus d’émancipation dans l’Amérique hispanique commencèrent vers 1809. Lorsque le 9 mars 1820 Ferdinand VII jura la Constitution, les vice-royautés de Nouvelle-Espagne et du Pérou demeuraient fidèles à la monarchie mais celle du Río de la Plata et la plus grande partie de celui de Nouvelle-Grenade étaient déjà devenus indépendants — devenant respectivement les Provinces-Unies du Río de la Plata et la Grande Colombie, présidée par Simón Bolívar —.
Dans la métropole, où les guerres d'indépendance hispano-américaines et la situation de l'Amérique espagnole en général étaient suivies avec d’immenses attentes par le gouvernement et les Cortès comme par l’opinion publique,, l’idée que la proclamation de la Constitution de 1812 mettrait fin aux insurrections et mouvements indépendantistes, et donc à la guerre, était largement partagée — « la pacification de l’Amérique est d’ores et déjà plus une œuvre de politique que de la force […] seule la Constitution peu rétablir les liens fraternels qui l’unissaient avec la mère patrie », disait une déclaration de la Junte provisoire consultative —.
Le 31 mars 1820, une proclamation du roi Ferdinand VII aux habitants d’outre-mer établissait la position officielle sur la « question américaine » une fois que la Constitution garantissait leurs droits : les insurgés devaient déposer les armes et obtiendrait le pardon royal en échange ; dans le cas contraire la guerre continuerait (« bien que sans l’acharnement et la barbarie de jusqu’à présent, mais en conformité avec le droit des gens », disait le rapport du Conseil d’État). Le secrétaire du département d’Outre-mer, Antonio Porcel prit les dispositions pour envoyer en Amérique des personnes mandatées avec des instructions pour obtenir la pacification des territoires, mais la proposition arrivait tardivement car le coup d’État de mai 1814 qui avait restauré l’absolutisme, et avec lui le colonialisme, fut interprété par de nombreux Américains comme la fin de la troisième voie possible entre le colonialisme absolutiste et l’insurrection que représentait l’option autonomiste des doceañistas,.

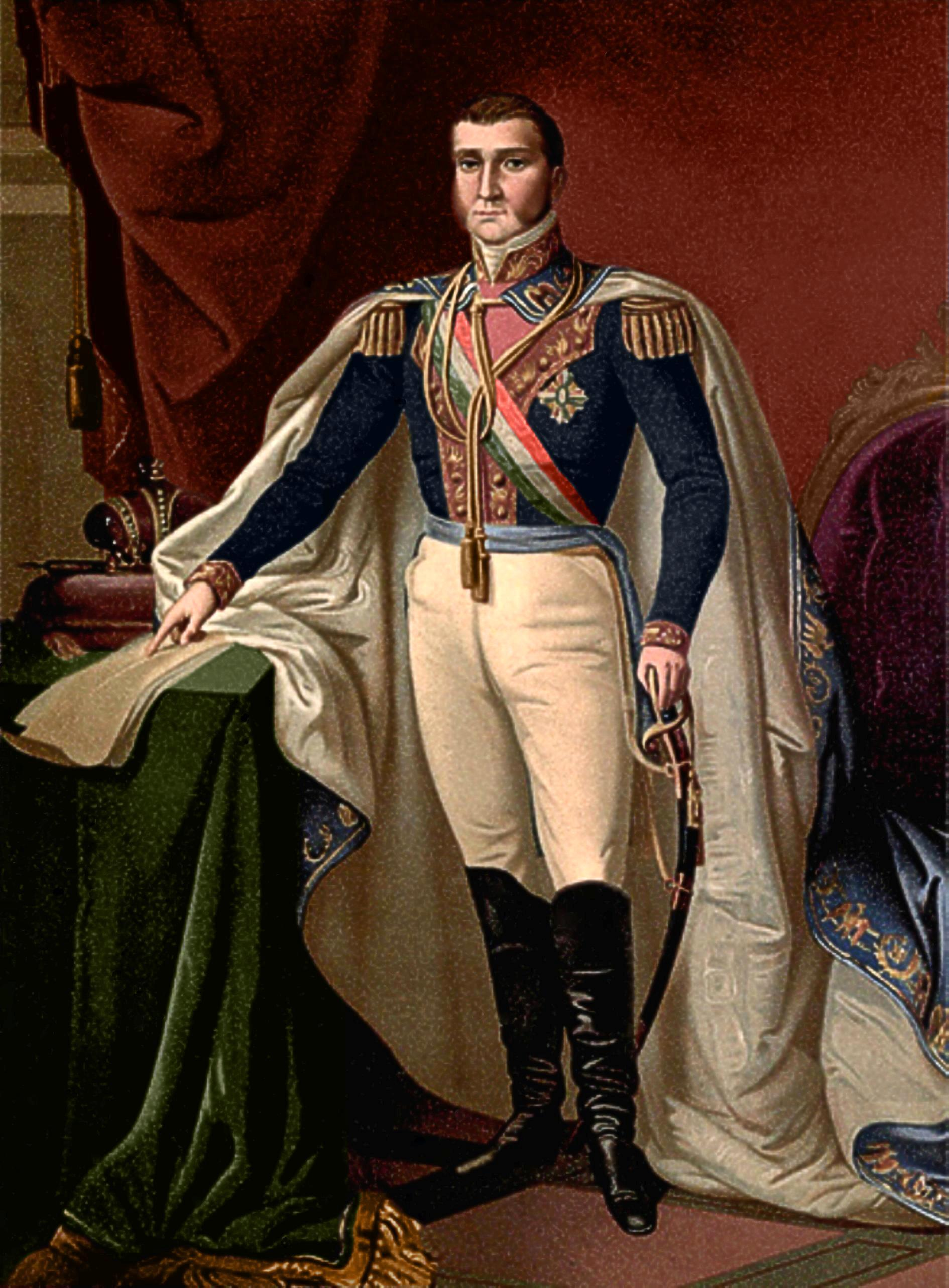
Agustín Iturbide, chef des indépendantistes et 1er empereur du Mexique.

Peu après le début de la deuxième période de sessions des Cortès le 1er mars 1821, les députés américains proposèrent d'établir une députation provinciale dans chacune des intendances américaines (es), ce qui faisait partie de leur stratégie pour déployer toutes les possibilités d'autonomie qu'offrait la Constitution,. La proposition fut approuvée et promulguée par un décret daté du 8 mai. Toutefois, d'autres propositions des députés américains furent rejetées et qualifiées de « fédéralistes » (ce qui à cette époque était synonyme de « républicain »), comme celle de faire nommer le chef politique supérieur (es) non par le gouvernement central mais par les députations provinciales ou de concéder à celles-ci la faculté de collecter et de gérer tous les impôts. Tout changea à la mi-mai ou au début juin 1821, lorsque l'on eut connaissance de la proclamation du Plan d'Iguala par Agustín de Iturbide réalisée en février, qui déclarait l’indépendance de la Nouvelle-Espagne (devenue l'éphémère Premier Empire mexicain),.
Le 25 juin 1821, seulement trois jours avant la fin de la deuxième période de sessions, cinquante-et-un députés américains menés par ceux de Nouvelle-Espagne présentèrent une proposition de structuration de la monarchie sous la forme d’une fédération. Elle consistait à créer trois sections des Cortès, du gouvernement, du Tribunal suprême et du Conseil d’État à Mexico, Santa Fe de Bogotá et Lima, ces sections disposant des mêmes compétences que celles de métropole, à l’exception de la politique extérieure, qui restait le domaine des Cortès de Madrid. Chacun des trois pouvoirs exécutifs serait dirigé par un prince de la maison de Bourbon, ce qui aboutirait à la formation de trois monarchies américaines sous l’autorité de Ferdinand VII,,. Selon Pedro Rújula et Manuel Chust, « arrivé en 1821, il s’agissait déjà d’une proposition utopique. Les Américains le savaient, les péninsulaires aussi. Ferdinand VII ne l’accepterait jamais ».
Les Cortès rejetèrent la proposition — en justifiant surtout que sa mise en application nécessitait une réforme de la Constitution — et approuvèrent à la place celle présentée par le comte de Toreno (es) qui laissait dans les mains du gouvernement central les mesures à prendre au sujet de la pacification de l'Amérique,. La possibilité d’une solution négociée pour l’indépendance des territoires d’Amérique fut anéantie et la parole du roi l’avait emporté. « Dans son discours de clôture des Cortès du 28 juin, Ferdinand VII se montra catégorique : la seule alternative pour l’Amérique passait par l’indissoluble unité de la monarchie ».
Au cours de l’été 1821, les évènements se précipitèrent en Amérique. Le délégué mandaté à Santa Fe de Bogotá informait de la défaite des troupes royalistes le 24 juin lors de la bataille de Carabobo face aux troupes de Simón Bolívar. On apprit plus tard que le 15 juillet le général San Martín avait proclamé à Lima l’indépendance du Pérou et le mois suivant, le 24 août 1821, Juan O'Donojú, chef politique supérieur (es) de Nouvelle-Espagne nommé par le gouvernement de Madrid, signa en août 1821 avec Agustín Iturbide, leader des indépendantistes, le traité de Córdoba par lequel il reconnaissait l'indépendance du Mexique, qui devint l'éphémère Premier Empire mexicain,. Ainsi, en été 1821, l’Amérique hispanique se trouvait en guerre du nord au sud, et les autorités de métropoles avaient perdu une bonne opportunité de mieux gérer cette situation,.

### Tentative de retour à l'absolutisme

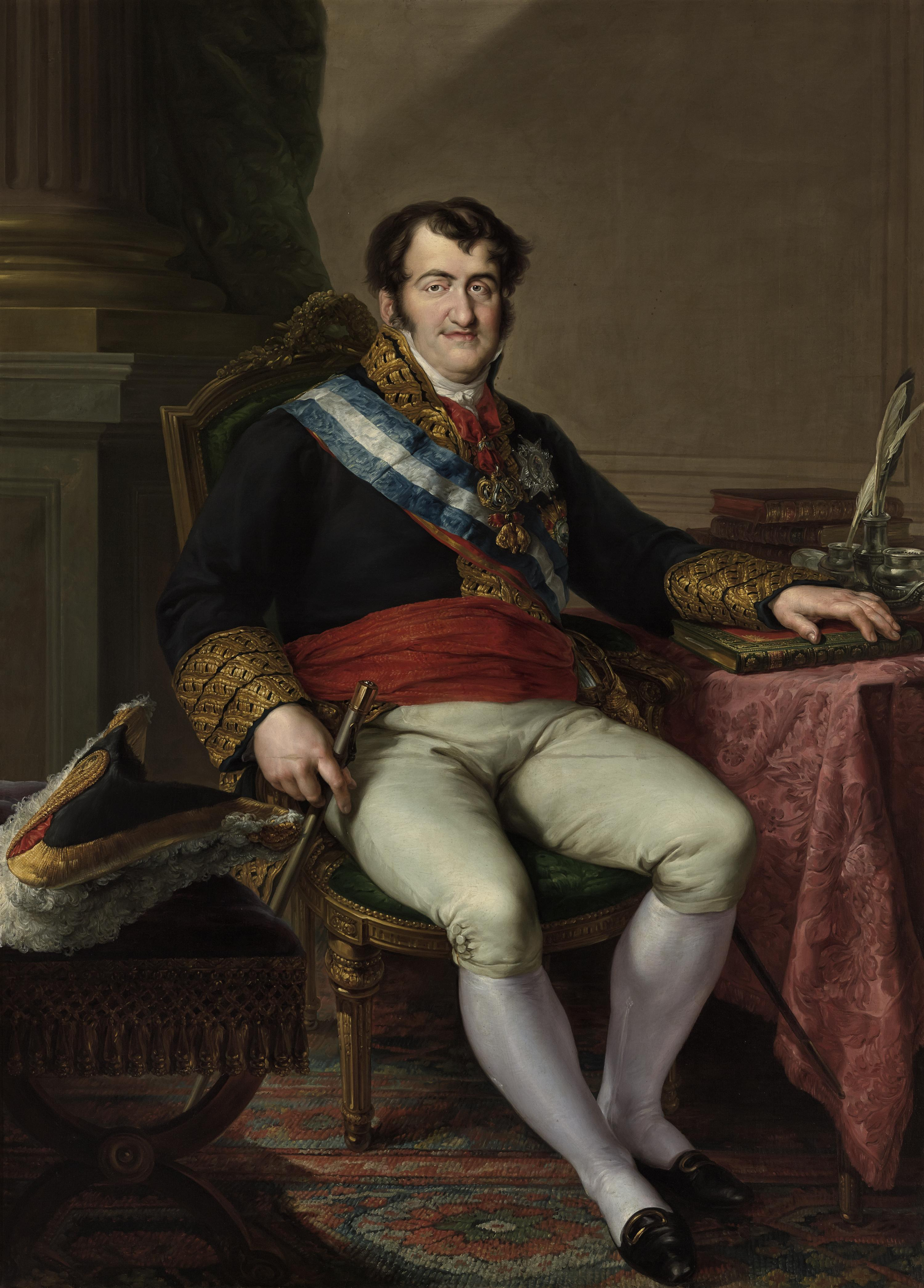
Portrait de Ferdinand VII par Vicente López.

La « contre-révolution » commença dès le 9 mars 1820, lorsque Ferdinand VII jura pour la première fois sur la Constitution de 1812 et celui qui la mena fut le roi lui-même, qui n’accepta jamais le régime constitutionnel, et bien qu’il ne rompît jamais avec lui, il conspira depuis le premier moment pour l’abattre,,,. « Ferdinand VII se plaça au centre des initiatives menées contre le constitutionnalisme, pas seulement pour que ceux impliquées dans ces actions prennent son nom comme étendard, avec la religion, mais aussi parce que le roi dirigea personnellement et directement les actions les plus importantes destinées à favoriser le changement de régime ».
Très tôt les partidas realistas commencèrent à agir — les premières dont on ait la trace apparurent en Galice dès avril 1820 —, organisées par des absolutistes exilés en France et en lien avec le palais royal. Les méthodes et la manière d’opérer des partidas étaient très similaires à celles qu’avait utilisées la guérilla durant la guerre d’indépendance — d’ailleurs certains guérilleros militeraient ensuite dans le camp royaliste —,.
Pour sa part, Ferdinand VII fit usage de ses pouvoirs constitutionnels, comme le droit de véto suspensif jusqu’à deux reprises, pour faire obstacle, retarder ou, dans certains cas, empêcher la promulgation de certaines lois approuvées par les Cortès. Ce fut ce qui arriva avec la loi sur les ordres monastiques et la réforme du clergé régulier, que le roi refusa de sanctionner en alléguant des problèmes de conscience, bien qu’il finît par les signer après une grande agitation dans les rues de Madrid,. De plus, il s’affronta très fréquemment avec les membres du gouvernement. En une occasion il leur dit : « Vous êtes les uniques défenseurs que me donne la constitution et vous m’abandonnez […]. Vous consentez à ces sociétés patriotiques et autres désordres, avec lesquels il est impossible de gouverner et, en un mot, m’abandonnez, étant le seul à suivre fidèlement la constitution ». L'historien Josep Fontana commente : « il mentait, bien sûr, puisqu’il conspirait dans le dos de son gouvernement, en encourageant les partidas realistas, en tentant de créer des régences à l’étranger et en suppliant les monarques de la Sainte-Alliance de venir le libérer de cette horrible captivité. Le Ferdinand qui fait des protestations sur la base de son respect à la constitution est le même qui maintenait une correspondance en secret avec Louis XVIII de France et avec le tsar de Russie ».
D’autre part, Ferdinand VII fut impliqué dans la conspiration absolutiste menée par le curé Matías Vinuesa (es), aumônier d’honneur du roi, qui fut découverte en janvier 1821,,,. Lorsque le 4 mai fut rendue publique la sentence qui condamnait Vinuesa à dix ans d’emprisonnement, un présumé groupe de libéraux « exaltés », qui trouvèrent la peine trop clémente, assaillirent la prison où il était détenu et l’assassinèrent à coups de marteaux,,,,.
Durant le printemps 1822, les actions des partidas realistas augmentèrent considérablement, surtout en Catalogne, en Navarre, en Galice, en Aragon et au Pays valencien et il y eut plusieurs amorces de rébellions absolutistes, la plus importante ayant eu lieu à Valence le 30 mai 1822, étouffée le jour suivant — le 4 septembre le général Elío, qui avait déjà été l’auteur du pronunciamiento ayant restauré l’absolutisme en 1814, fut exécuté par garrot d’étranglement après avoir soulevé les artilleurs de la citadelle de Valence (es) —,,.

### Échec du coup d'État

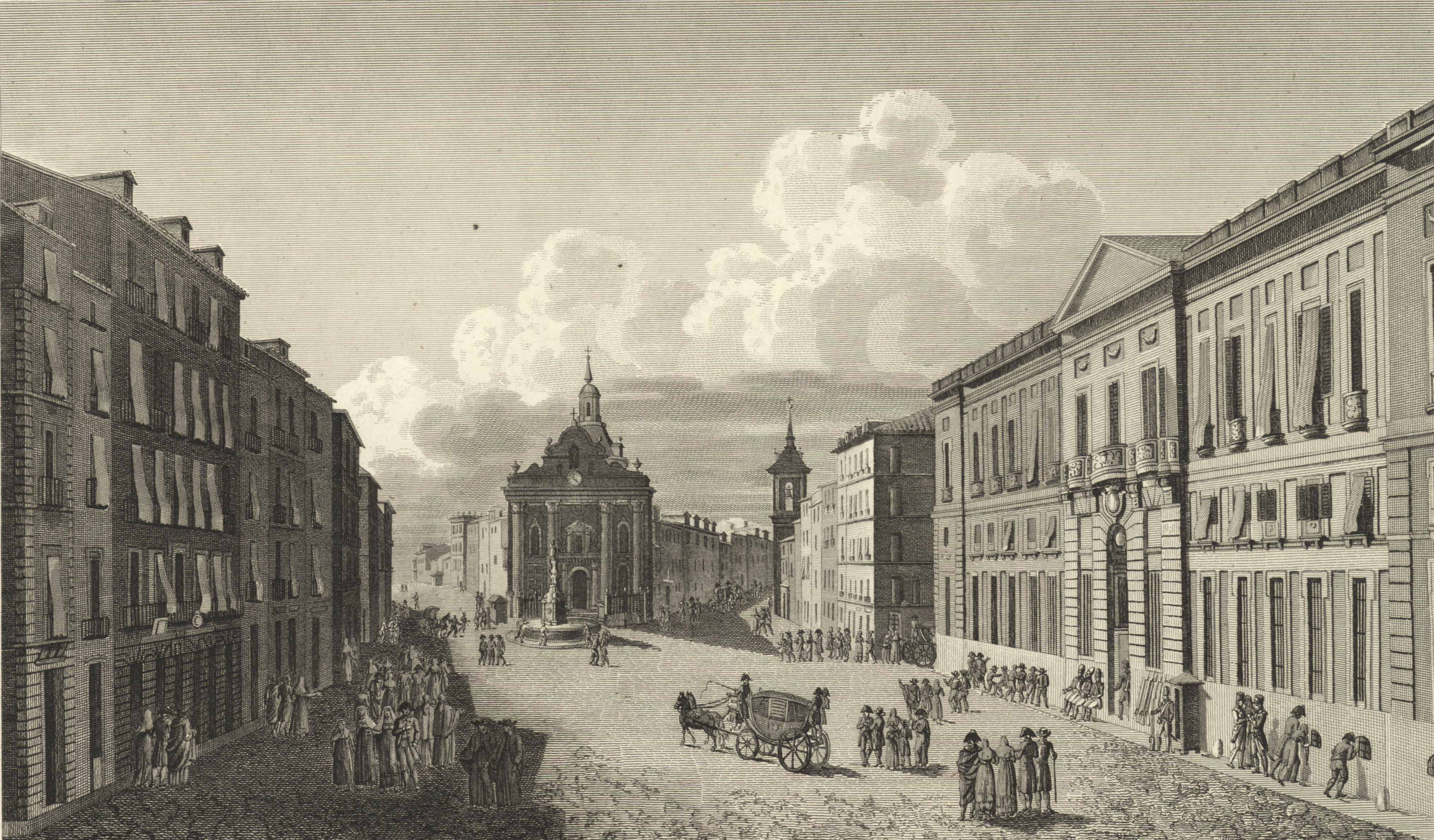
Vue de la Puerta del Sol en 1820.

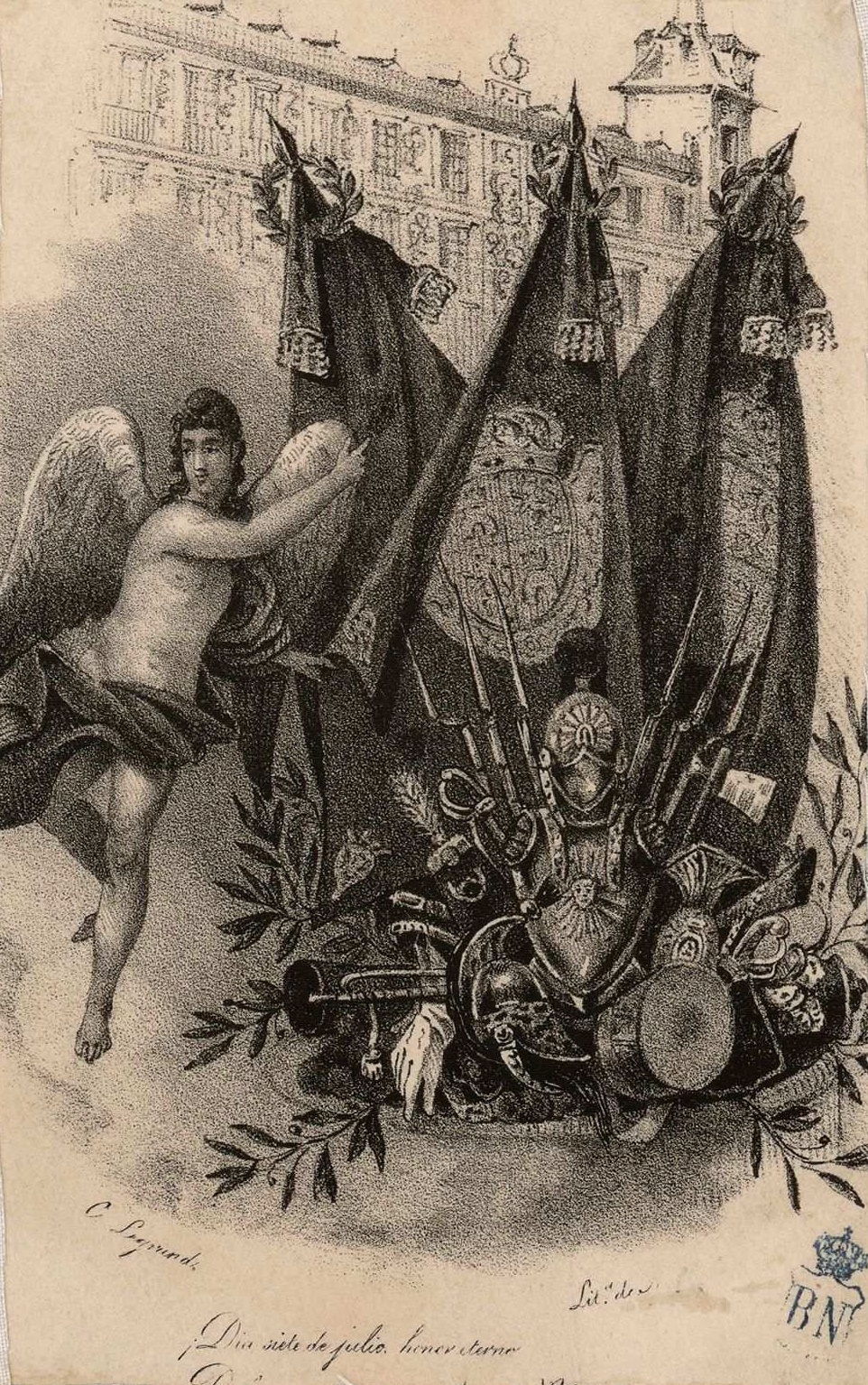
Luis Carlos Legrand, Alegoría del 7 de julio (Allégorie du 7 juillet, lithographie).

En juillet 1822 eut lieu une tentative de coup d’État suivant le modèle de la conspiration de Vinuesa de l’année précédente. Il s’agit de la plus sérieuse tentative de coup d'État absolutiste, qui marqua un point d’inflexion dans le Triennat libéral. La Garde royale se souleva, avec la connivence du monarque lui-même, qui fut sur le point « de partir avec les insurgés pour se mettre à la tête de la contre-révolution ». Le roi l’envisagea avec le gouvernement de Francisco Martínez de la Rosa, dont les membres restèrent la plus grande partie du temps au palais royal comme prisonniers virtuels — des ordres étaient préparées pour leur emprisonnement —, mais celui-ci le lui déconseilla car le risque encouru était trop grand.
Le 1er juillet, quatre bataillons de la Garde royale abandonnèrent leurs garnisons de la capitale pour se concentrer à proximité de la proximité d’El Pardo (es), tandis que les deux autres bataillons surveillaient le palais royal. Tôt dans la matinée du 7 juillet, ils se lancèrent sur Madrid. La Milice nationale, groupes de civils armés par la municipalité, et le « Bataillon sacré », mené par le général Evaristo San Miguel, leur firent face sur la Plaza Mayor. Les gardes se virent contraints à reculer jusqu’à la Puerta del Sol, où se déroulèrent les combats les plus intenses, puis vers le palais royal, où ils se refugièrent pour prendre la fuite. L’action de la Garde royale n’avait obtenu aucun soutien populaire. Ses membres furent poursuivis par l’armée et les miliciens. Un très petit nombre parvint à s’unir aux partidas realistas Après l’échec du coup, « le roi agit comme s’il n’avait rien à voir avec ce qui s’était passé. Il félicita les forces de la liberté […] et expulsa […] les courtisans les plus identifiés avec la conspiration […]. Les ministres qui avaient été pris en otages durant six jours purent finalement rentrer chez eux ».
La victoire fut pour les miliciens et les volontaires qui réussirent à vaincre les gardes royaux, : « Le 7 juillet devint une journée héroïque pour la mémoire du libéralisme, à travers la construction d’un récit en vertu duquel le peuple de Madrid avait vaincu l’absolutisme et sauvé la Constitution ».
Comme l’a souligné Juan Francisco Fuentes, « l’échec du coup d’État du 7 juillet 1822 marqua un avant et un après dans l’histoire du Triennat libéral : après cette journée, le pouvoir passa des modérés aux exaltés ». En effet, les libéraux modérés se trouvant totalement discrédités par l'attitude ambigüe qu’ils, ou du moins les anilleros, avaient maintenue durant la tentative de coup d’État absolutiste, le roi se vit contraint à nommer le 5 août un cabinet rassemblant des libéraux exaltés, dont l'homme fort était le général Evaristo San Miguel, un des héros du 7 juillet et l’un des participants au pronunciamiento de Riego, qui occupait le département du secrétariat d’État. Le coup manqué eut également d’autres conséquences : « Les ennemis du libéralisme prirent bonne note de l’incapacité de l'absolutisme espagnol pour abattre par ses propres moyens le régime constitutionnel […]. Cette analyse de l’échec du coup fit que dorénavant presque toute la pression sur la régime vint de l’extérieur, où le libéralisme avait de vieux ennemis ».

## Dernières années du règne (1822-1833)

### Intervention française et renforcement de l'autorité royale
Le congrès de Vérone convoqué par la Quadruple Alliance — devenue de facto la Quintuple alliance depuis l’incorporation du royaume de France en 1818 — et célébré entre le 20 octobre et le 14 décembre 1822, traita notamment des dangers représentés par la révolution espagnole pour l’Europe monarchique. Les plus fermes partisans de l’intervention militaire en Espagne pour mettre fin au régime constitutionnel furent le tsar de Russie Alexandre Ier et le roi de France Louis XVIII, ce dernier cherchant à redonner du prestige international au régime de la Restauration tout en s'inquiétant des potentielles répercussions de l'établissement d'un régime libéral à sa frontière. Pour sa part, le chancelier autrichien Metternich proposa l’envoi de « Notes formelles » au gouvernement de Madrid afin qu'il modère ses positions et, en cas d’absence d’une réponse satisfaisante, de rompre les relations diplomatiques avec l’État espagnol,.

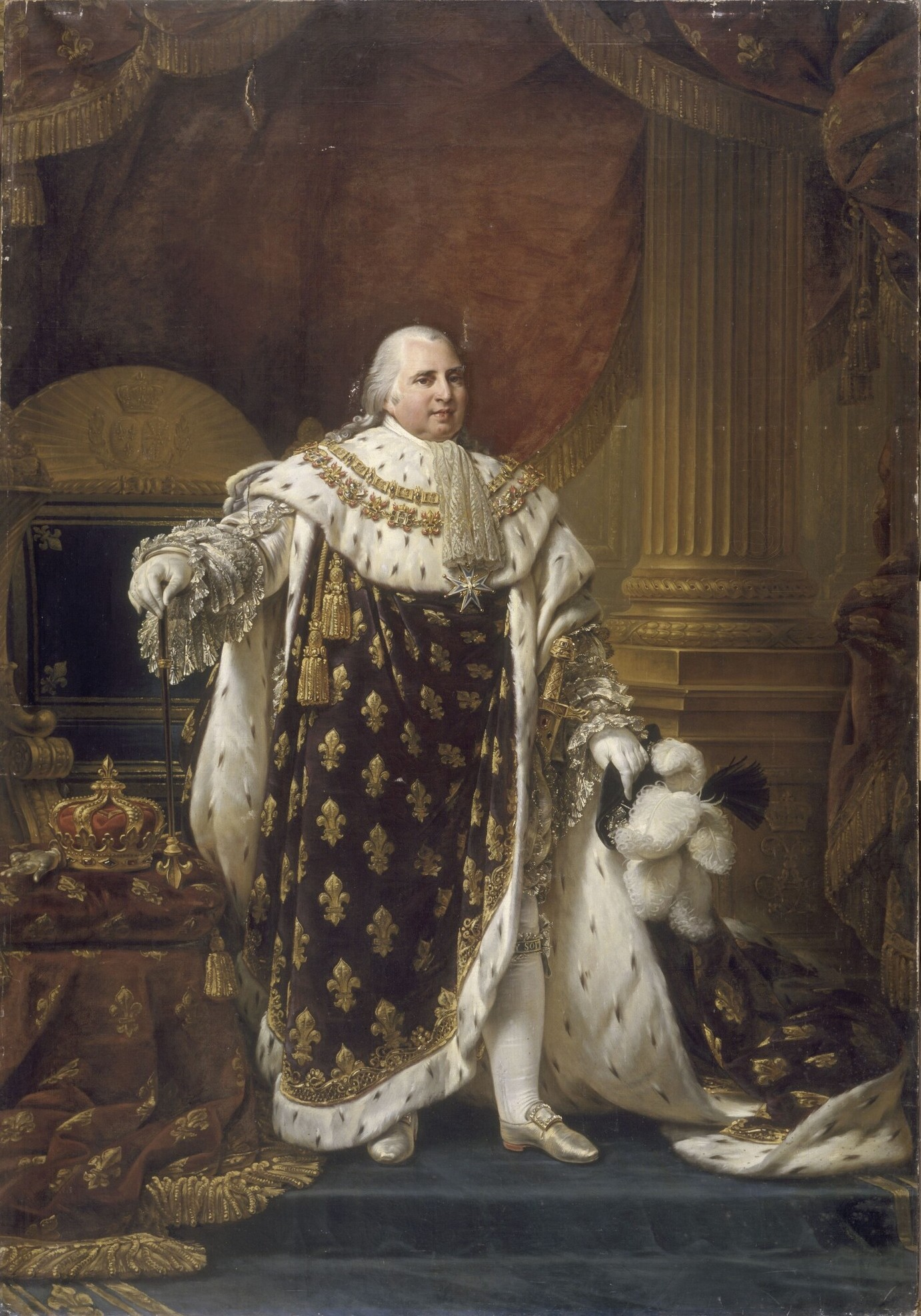
Le roi Louis XVIII, qui autorisa l'expédition d'Espagne.

Les notes diplomatiques furent reçues à Madrid entre fin 1821 et début 1822 — la note française concluait avec la menace d’une invasion dans le cas où « la noble nation espagnole ne trouve pas par elle-même remède à ses maux, maux dont la nature inquiète tant les gouvernements d’Europe que cela les force à prendre des précautions toujours douloureuses. » — et furent catégoriquement rejetées par l’homme fort du gouvernement espagnol, Evaristo San Miguel, secrétaire du Bureau d’État, qui reçut l’appui des Cortès, de l’opinion publique et même du roi. San Miguel répondit : « La nation espagnole ne reconnaîtra jamais dans aucune puissance le droit d’intervenir ni de se mêler de ses affaires ». En conséquence, les ambassadeurs des « puissances du nord » (Autriche, Prusse et Russie) abandonnèrent Madrid ; un peu plus tard, le 26 janvier, l’ambassadeur français fit de même. Seul restait alors à Madrid l’ambassadeur britannique, dont le gouvernement n’avait envoyé aucune note et s'était retiré du congrès de Vérone,. L’Espagne se trouva ainsi quasiment isolée sur le plan international, dans l'attente de connaître la forme que prendrait la menace et l’incertitude quant à la posture du Royaume-Uni.

Le 30 septembre 1823, après près de quatre mois de siège, le gouvernement libéral décida, avec l’approbation des Cortès, de laisser partir le roi Ferdinand VII, qui s’entretint le lendemain avec le duc d’Angoulême et le duc del Infantado, président de la régence absolutiste nommée par les Français, à El Puerto de Santa María, sur la rive opposée de la baie de Cadix,,,. Une bonne part des libéraux qui se trouvaient à Cadix fuirent en Angleterre via Gibraltar, car ils pensèrent que le roi ne tiendrait pas sa promesse, faite peu avant d’être « libéré », de promouvoir la reconciliation et le pardon entre les deux camps, « un oubli général, complet et absolu de tout ce qui s’était passé, sans aucune exception ». Ils ne s’étaient pas trompés,,,,

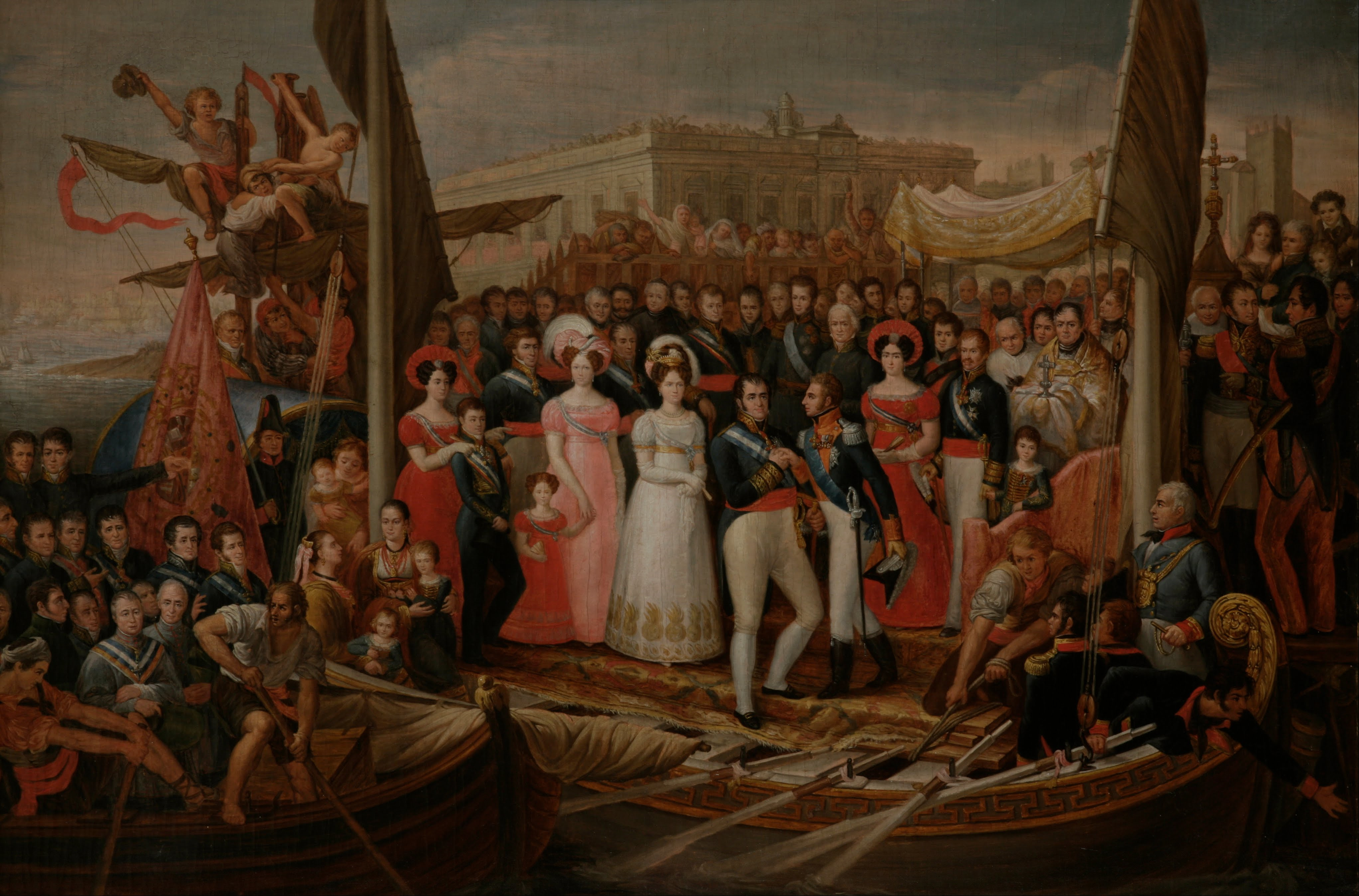
Ferdinand VII et son cousin le duc d'Angoulême, Louis de France, après le succès de l'expédition d'Espagne.

Dès que Ferdinand retrouva la liberté, et à l’encontre du conseil du duc d’Angoulême qui demandait d’« étendre l’amnistie le plus possible » et d’éviter à tout prix de retomber dans une situation similaire à celle qui s’était produite en 1820 — auxquel il se contenta de répondre « Vive le roi absolu ! » —, il promulgua, à peine débarqué, un décret dans lequel il dérogeait l’ensemble de la législation du Triennat libéral — ce faisant il ne tint pas non plus la promesse qu’il avait faite au roi de France et au tsar de Russie qu’il n’allait pas « régner à nouveau sous le régime que l’on dit absolu » —,,,,,,,. Plus tard, Ferdinand VII écrivit en se rappelant ce 1er octobre où il arriva à El Puerto de Santa María :

« Jour heureux pour moi, pour la famille royale et pour toute la nation ; puisque nous retrouvâmes à partir de ce moment notre très désirée et juste liberté, après trois ans, six mois et vingt jours du plus ignominieux esclavage, dans lequel parvinrent à me mettre sur la base de spéculation une poignée de conspirateurs, et d’obscurs et ambitieux militaires qui, ne sachant même pas écrire leurs noms, s’érigèrent eux-mêmes en régénérateurs de l'Espagne, l’imposant à la force des lois qui les convenaient le plus pour atteindre leurs sinistres fins et faire leurs fortunes, détruisant la nation. »

Le 30 novembre 1823, le duc d’Angoulême donna le dernier ordre général depuis Oiartzun, près de la frontière, dans lequel il considérait la campagne menée comme un plein succès et félicitait ses troupes pour le zèle dont elles avaient fait preuve. Le lendemain, il traversait la frontière par le Bidassoa. La campagne d’Espagne, qui avait duré sept mois et demi, se conclut comme un authentique triomphe pour Ferdinand VII.

### La politique réactionnaire et la fin des années 1820
Le 1er août 1824, il interdit pour toujours en Espagne et dans les Indes, les sociétés de francs-maçons ou toute autre organisation secrète.
La dernière partie du règne de Ferdinand, appelée Décennie abominable (en espagnol : Década Ominosa) (1823-1833), débuta par une répression féroce des éléments libéraux, la fermeture des journaux et des universités. Des soulèvements absolutistes éclatèrent à l'instigation du clergé et des partisans de l'infant réactionnaire Charles de Bourbon, frère de Ferdinand, qui se profilait comme héritier. Sans être formellement rétablie, l'Inquisition revint de fait sous le nom d'Assemblées de la Foi (« Junta de Fe ») et de Tribunaux de la Foi (« Tribunal de la Fe ») ; à leur « actif », l'exécution d'un instituteur déiste, Cayetano Ripoll (es), garroté en juillet 1826 ; elle ne disparut réellement et définitivement qu'en juillet 1834 sous la régence de Marie-Christine de Bourbon, mère d'Isabelle II.
La plupart des territoires américains (à l'exception de Cuba et de Puerto Rico), déclarèrent leur indépendance et entamèrent leur route vers la démocratie libérale (Saint-Domingue fut occupée par Haïti). Les îles des Caraïbes, les Philippines, les Mariannes, les Carolines et les Palaos restèrent sous contrôle espagnol.
En 1829, une expédition partit de Cuba sous le commandement de l'amiral Isidro Barrada Valdés (es) afin de reconquérir le Mexique : mais les troupes furent défaites par les armées mexicaines. 

### Succession deFerdinandVII
Le 31 mars 1830, Ferdinand promulgua la Pragmatique Sanction, qui avait été approuvée le 20 septembre 1789 sous Charles IV. Elle n'avait jamais été rendue effective pour des raisons de politique extérieure. Elle établissait que si le roi n'avait pas d'héritier mâle, la fille aînée hériterait. Cela excluait, en pratique, l'infant Charles de Bourbon de la succession : car quel que soit le sexe de l'enfant à naître de la reine, il ou elle succèderait directement au roi. La fille de Ferdinand, Isabelle, fut donc reconnue héritière de la Couronne au grand mécontentement des partisans de son oncle Charles de Bourbon, le frère du roi.
En 1832, les partisans de Charles parvinrent à faire signer à Ferdinand, malade, un décret dérogeant à la Pragmatique Sanction, prétendant qu'elle ne pouvait s'appliquer à l'infant Charles, né en 1788, puisqu'elle remontait seulement à 1789. Mais après le rétablissement du roi, le gouvernement de Francisco Cea Bermúdez remit la Sanction en vigueur. Après cela, Charles partit au Portugal. Entre-temps, la reine Marie Christine de Bourbon-Siciles fut nommée régente en raison de la grave maladie du roi et de la minorité d'Isabelle (âgée de moins de trois ans à son avènement en 1833). Marie-Christine commença d'adoucir la politique menée envers les libéraux et amnistia ceux d'entre eux qui se trouvaient  en exil. Cela préfigurait le virage politique vers le libéralisme qui suivrait la mort du roi. Ferdinand mourut le 29 septembre 1833 sans héritier mâle. L'infant Charles de Bourbon et d'autres considéraient que l'héritier légitime était le frère du roi défunt et non sa fille aînée Isabelle, née en octobre 1830. Ils se soulevèrent et la crise de succession d'Espagne débuta (début des trois guerres carlistes qui devaient se succéder jusqu'en 1876 ; du nom de l'infant Charles, Carlos en espagnol).

## Postérité
À cause de son caractère et sa gestion des affaires du pays, il est fréquemment considéré comme le pire souverain de l’histoire de l’Espagne moderne,.

## Mariage et descendance
Ferdinand VII épouse :
1. en 1802, sa cousine Marie-Antoinette de Bourbon des Deux-Siciles, fille de Ferdinand Ier des Deux-Siciles et Marie-Caroline d'Autriche. Marie-Antoinette fit deux fausses couches et n'eut pas d'enfant ;
2. en 1816, sa nièce Marie-Isabelle de Portugal (1797-1818), fille de sa sœur aînée Charlotte et de Jean VI de Portugal. Elle mourut des suites d'une césarienne ;
3. en 1819, Marie-Josèphe de Saxe (1803-1829), fille de Maximilien de Saxe et de Caroline de Bourbon-Parme. Ils n'eurent pas de descendance ;
4. en 1829, sa nièce Marie-Christine de Bourbon-Siciles (1806-1878), fille de sa sœur cadette Marie-Isabelle d'Espagne et François Ier des Deux-Siciles, donc aussi nièce de sa première femme. Ils eurent deux filles :
  - Isabelle (10 octobre 1830 - 9 avril 1904) ;
  - Louise-Ferdinande (30 janvier 1832 - 1er février 1897), duchesse de Montpensier et de Galliera.